# Station Sint-Agatha-Berchem
Station Sint-Agatha-Berchem (Frans: Berchem-Sainte-Agathe) is een spoorwegstation langs spoorlijn 50 (Brussel - Gent) in de Brusselse gemeente Sint-Agatha-Berchem (België). De Franse en Nederlandse naam van het station worden naast elkaar gebruikt.
Op het plein voor het station bevindt zich het eindpunt van de tramlijnen 82 (naar Montgomery in Sint-Pieters-Woluwe). Ook de buslijnen 83 en 87 stoppen er.
Het station ligt vlak bij een groot winkelcomplex met onder andere het shoppingcenter Basilix.
In 2007 waren er plannen dat de gemeente het station zou aankopen, maar door gewijzigde voorwaarden van de NMBS zag de gemeente af van aankoop.
In het kader van het Gewestelijk ExpresNet werd de volledige omgeving vernieuwd. De perrons werden vernieuwd en opgehoogd naar de huidige standaard van 76 centimeter, de overweg werd afgeschaft en er kwam een volledig nieuw tram- en busstation. Ook de voetpaden en de asfalt van de omliggende straten werden vernieuwd.
In 2022 zal er een passerelle gebouwd worden over de sporen die zal uitgerust worden met liften. Op die manier kunnen personen met een beperkte mobiliteit makkelijker wisselen van perron. Vanaf dan zal het station integraal toegankelijk zijn.

## Treindienst
| Serie | Treinsoort | Route                                                                   | Bijzonderheden                                   |
| ----- | ---------- | ----------------------------------------------------------------------- | ------------------------------------------------ |
| S 4   | GEN (NMBS) | Aalst – Sint-Agatha-Berchem – Brussel-Schuman – Mechelen                | Rijdt alleen op werkdagen.                       |
| S 10  | GEN (NMBS) | Dendermonde – Brussel-West – Brussel-Zuid – Sint-Agatha-Berchem – Aalst | Tijdens de spits extra ritten Aalst-Brussel-Zuid |

## Galerij

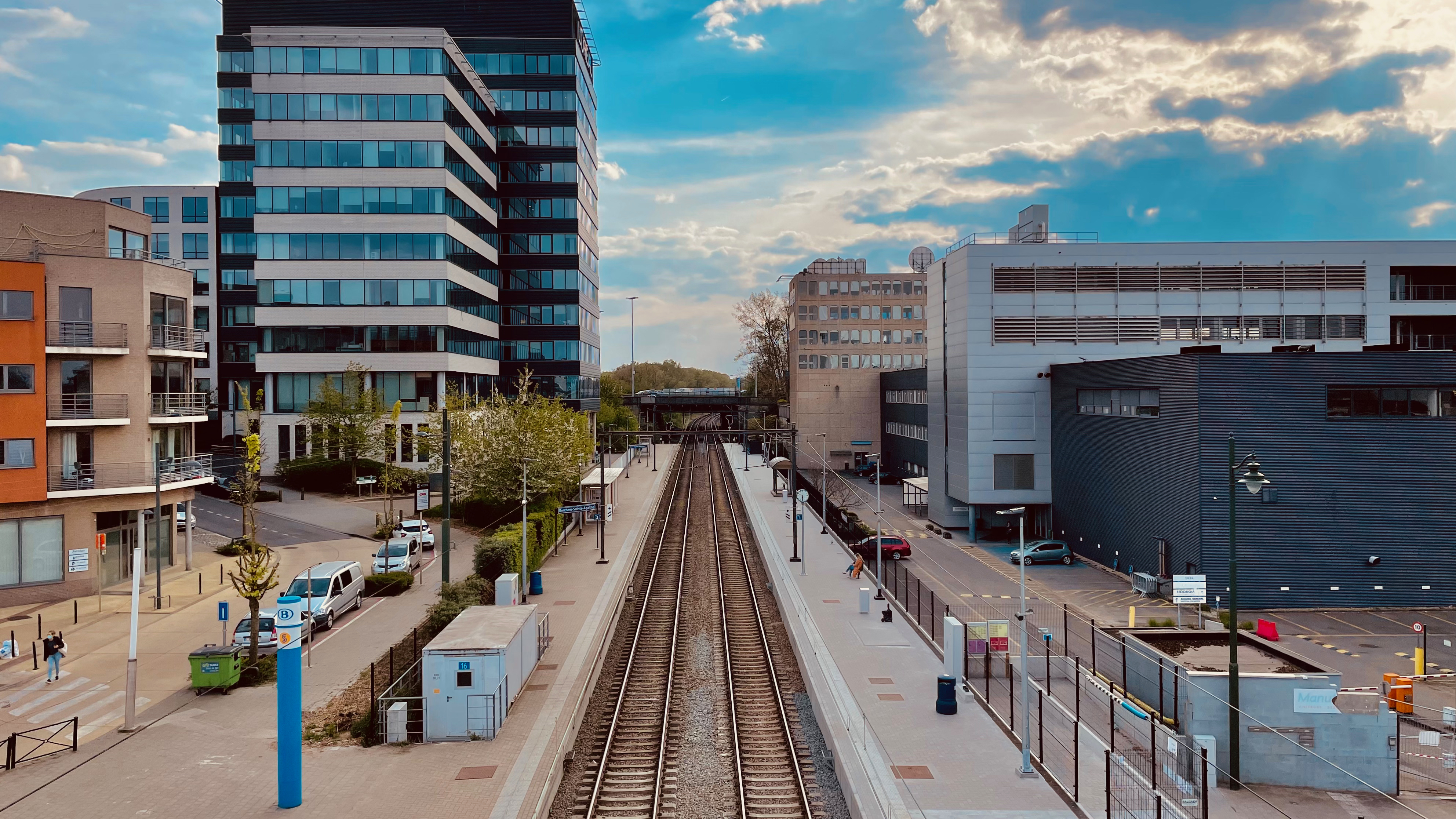
Zicht op de sporen
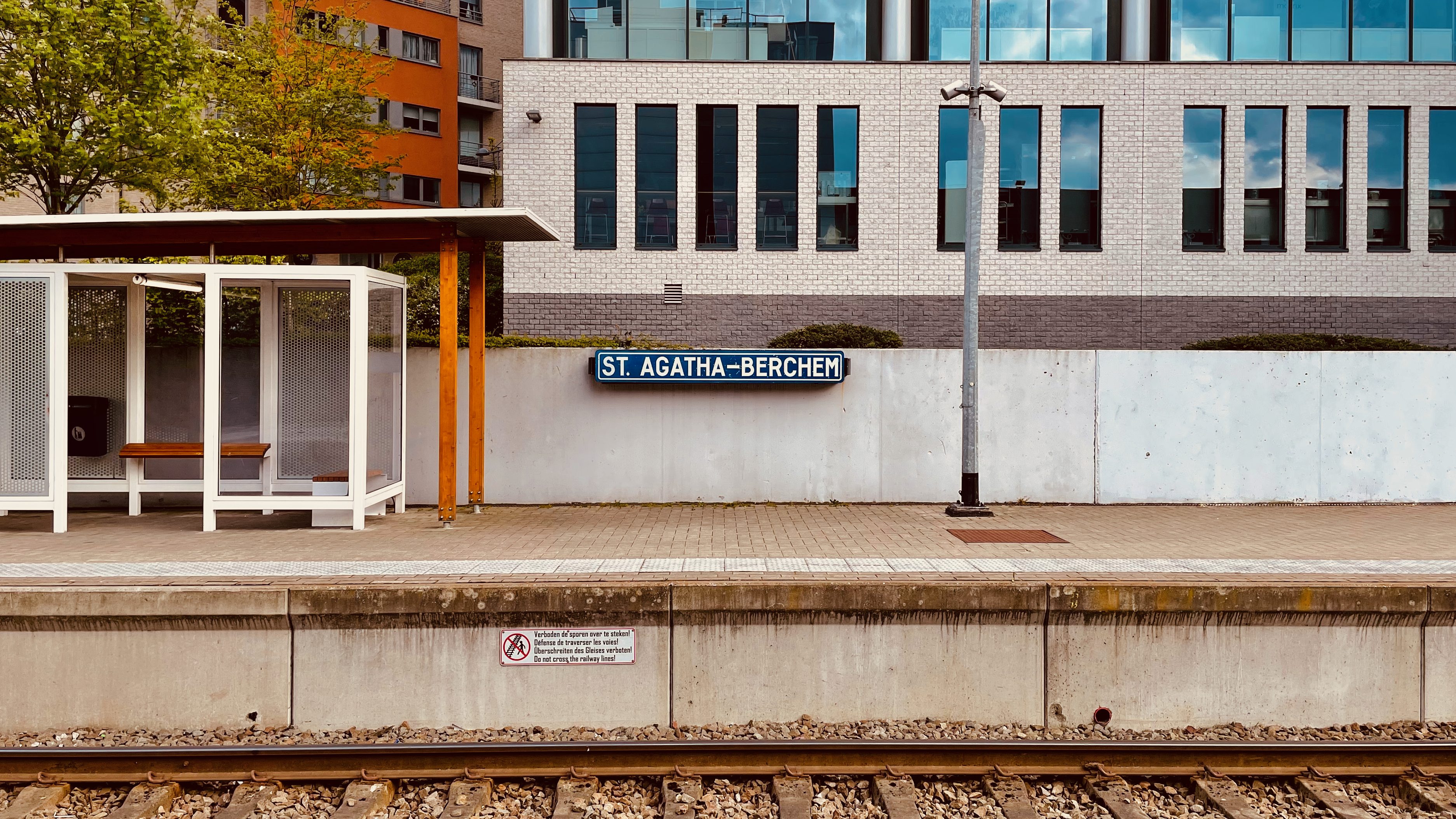
Naambord op een perron
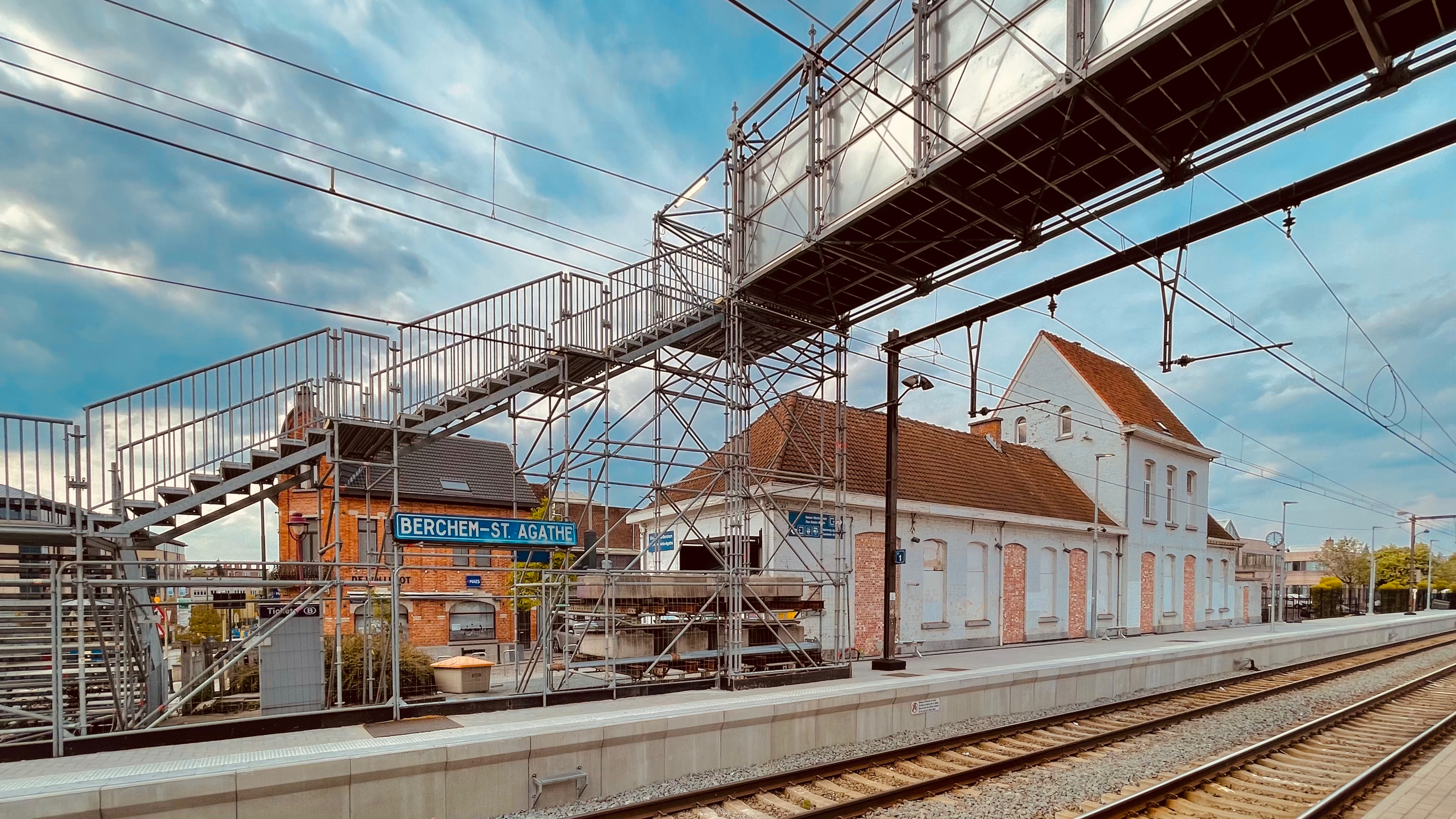
Brug over de sporen

## Reizigerstellingen
De grafiek en tabel geven het gemiddeld aantal instappende reizigers weer op een week-, zater- en zondag.
| Tabel: aantal instappende reizigers station Sint-Agatha-Berchem | Tabel: aantal instappende reizigers station Sint-Agatha-Berchem | Tabel: aantal instappende reizigers station Sint-Agatha-Berchem | Tabel: aantal instappende reizigers station Sint-Agatha-Berchem |
|                                                                 | Weekdag                                                         | Zaterdag                                                        | Zondag                                                          |
| --------------------------------------------------------------- | --------------------------------------------------------------- | --------------------------------------------------------------- | --------------------------------------------------------------- |
| 1977                                                            | 1 733                                                           | 130                                                             | 116                                                             |
| 1978                                                            | 1 715                                                           | 168                                                             | 103                                                             |
| 1979                                                            | 1 404                                                           | 180                                                             | 106                                                             |
| 1980                                                            | 1 380                                                           | 150                                                             | 82                                                              |
| 1981                                                            | 1 249                                                           | 130                                                             | 72                                                              |
| 1982                                                            | 1 217                                                           | 107                                                             | 79                                                              |
| 1983                                                            | 920                                                             | 93                                                              | 33                                                              |
| 1984                                                            | 616                                                             | 102                                                             | 88                                                              |
| 1985                                                            | 734                                                             | 127                                                             | 82                                                              |
| 1986                                                            | 547                                                             | 99                                                              | 60                                                              |
| 1987                                                            | 733                                                             | 130                                                             | 80                                                              |
| 1988                                                            | 623                                                             | 152                                                             | 61                                                              |
| 1989                                                            | 525                                                             | 140                                                             | 84                                                              |
| 1990                                                            | 436                                                             | 103                                                             | 55                                                              |
| 1991                                                            | 491                                                             | 90                                                              | 64                                                              |
| 1992                                                            | 390                                                             | 99                                                              | 52                                                              |
| 1993                                                            | 429                                                             | 65                                                              | 58                                                              |
| 1994                                                            | 405                                                             | 79                                                              | 39                                                              |
| 1995                                                            | 323                                                             | 67                                                              | 50                                                              |
| 1996                                                            | 404                                                             | 74                                                              | 60                                                              |
| 1997                                                            | 403                                                             | 82                                                              | 70                                                              |
| 1998                                                            | 445                                                             | 77                                                              | 42                                                              |
| 1999                                                            | 420                                                             | 96                                                              | 58                                                              |
| 2000                                                            | 483                                                             | 106                                                             | 56                                                              |
| 2001                                                            | 483                                                             | 97                                                              | 160                                                             |
| 2002                                                            | 445                                                             | 86                                                              | 53                                                              |
| 2003                                                            | 533                                                             | 82                                                              | 61                                                              |
| 2004                                                            | 557                                                             | 120                                                             | 70                                                              |
| 2005                                                            | 656                                                             | 146                                                             | 83                                                              |
| 2006                                                            | 675                                                             | 112                                                             | 75                                                              |
| 2007                                                            | 649                                                             | 118                                                             | 85                                                              |
| 2008                                                            | -                                                               | -                                                               | -                                                               |
| 2009                                                            | 589                                                             | 100                                                             | 71                                                              |
| 2010                                                            | -                                                               | -                                                               | -                                                               |
| 2011                                                            | -                                                               | -                                                               | -                                                               |
| 2012                                                            | 685                                                             | 142                                                             | 100                                                             |
| 2013                                                            | 773                                                             | 134                                                             | 111                                                             |
| 2014                                                            | 891                                                             | 117                                                             | 100                                                             |
| 2015                                                            | 815                                                             | 126                                                             | 131                                                             |
| 2016                                                            | 695                                                             | 188                                                             | 119                                                             |
| 2017                                                            | 788                                                             | 172                                                             | 120                                                             |
| 2018                                                            | 770                                                             | 166                                                             | 158                                                             |
| 2019                                                            | 793                                                             | 168                                                             | 132                                                             |
| 2020                                                            | 456                                                             | 65                                                              | 38                                                              |
| 2021                                                            | -                                                               | -                                                               | -                                                               |
| 2022                                                            | 951                                                             | 215                                                             | 190                                                             |
| 2023                                                            | 1 012                                                           | 281                                                             | 262                                                             |
| 2024                                                            | 911                                                             | 275                                                             | 281                                                             |